# Euxoa dissona
Euxoa dissona är en fjärilsart som beskrevs av Heinrich Benno Möschler 1860. Euxoa dissona ingår i släktet Euxoa och familjen nattflyn. Inga underarter finns listade i Catalogue of Life.

## Bildgalleri

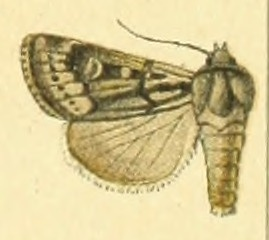